# سیارک ۷۳۴۹
سیارک ۷۳۴۹ (به انگلیسی: 7349 Ernestmaes، نامگذاری:1993QK4) هفت هزار و سیصد و چهل و نهمین سیارک کشف شده‌است که در ۱۸ اوت ۱۹۹۳ کشف شد.
قدر مطلق سیارک برابر ۲۳.۴ است.